# Justicia tuxtlensis
Justicia tuxtlensis är en akantusväxtart som beskrevs av T.F.Daniel. Justicia tuxtlensis ingår i släktet Justicia och familjen akantusväxter. Inga underarter finns listade i Catalogue of Life.